# Gabriel de Clermont
Pour les articles homonymes, voir Clermont-Tonnerre.
Gabriel de Clermont  (né vers 1504 au château de Tallard, mort après 1571) est un ecclésiastique qui fut évêque et seigneur de Gap de 1527 à 1571.

## Biographie
Gabriel est issu de l'ancienne famille noble de Clermont en Dauphiné. Il est le fils de Bernardin comte de Clermont et vicomte de Tallard et d'Anne de Husson de Tonnerre. Son frère Théodore-Jean de Clermont-Tallard sera évêque de Sénez et vice-légat pontifical d'Avignon. 
Gabriel, seigneur de Sigoyer et de Reynier, est nommé évêque de Gap le 18 février 1527. Il prend possession de son diocèse le 29 avril et y fait son entrée le 30 mai 1528. Le 10 octobre 1531 il conclut avec les habitants de la cité épiscopale représentés par leurs consuls, un accord définissant les droits et privilèges des deux partis. Le 25 mai 1551 il prête serment aux constitutions municipales de Gap. Il doit ensuite faire face à Guillaume Farel qui s'empare en 1562 de la maison des écoles pour tenir des assemblées favorables à la Réforme protestante puis prêche publiquement en novembre dans la chapelle de Sainte-Colombe. Le Lieutenant général du Dauphiné Lamotte de Gondrin intervient à la demande des consuls de Gap, mais les calvinistes de Romans et de Valence se soulèvent après l'incarcération de Guillaume Farel et le Lieutenant général est tué le 25 avril 1562. L'évêque qui assistait aux prêches de Farel en vêtements sacerdotaux est considéré comme un apostat par les catholiques qui le déposent et le chassent de Gap le 23 septembre. Pendant que le roi Charles IX tente en vain d'imposer de 1568 à 1570 comme évêque Étienne André d'Étiennette dans le diocèse, Gabriel de Clermont qui s'était retiré dans son domaine de Celles se marie. Il est finalement contraint le 11 novembre 1571 de céder ses droits sur l'évêché de Gap à Pierre Paparin contre une pension de 2000 livres payable à Lyon. Il meurt quelques années plus tard.

## Héraldique
Ses armoiries sont : de gueules à deux clés d'argent passées en sautoir.